# Jonathan Winters
Jonathan Harshman Winters III (Bellbrook, Ohio, 1925. november 11. - Montecito, Kalifornia, 2013. április 11.) Primetime Emmy-díjas amerikai humorista, színész, szerző, műsorvezető és művész volt. Több albuma jelent meg a Verve Records gondozásában. Karrierje alatt tizenegy alkalommal jelölték Grammy-díjra, melyből kettőt meg is nyert.
Hat évtizedes pályafutása alatt több televíziós sorozatban és filmben is szerepelt.
1960-ban csillagot kapott a Hollywood Walk of Fame-en.
Több könyvet is kiadott, a Winters' Tales (1988) című könyve több bestseller-listára is felkerült.

## Élete
Jonathan Harshman Winters II gyermekeként született az ohiói Bellbrook-ban. Valentine Winters (a Winters National Bank alapítója) leszármazottja. Angol, skót és ír felmenőkkel rendelkezik. Elmondása szerint apja alkoholista volt, aki egy állást sem tudott megtartani. Nagyapja szintén humorista volt és a Winters National Bank alapítója. A bank a nagy gazdasági világválság idején csődbe ment.
Amikor Winters hét éves volt, szülei külön váltak. Anyja Springfieldbe vitte, hogy a nagymamájával éljen. 1999-ben így nyilatkozott Jim Lehrer-nek: "Anyu és apu nem értettek meg; én sem értettem őket." A szobájában karaktereket talált ki és interjút készített önmagával. Sokszor beszélt önmagával és furcsa hangeffektek egész tárházát alakította ki. Barátait azzal szórakoztatta, hogy autóversenyt utánzott.
Egy másik interjúban elmondta, mennyire rosszul esett neki, hogy szülei elváltak. Gyerekkorában ugyanis bántalmazták amiatt, mert nincs apja. Amikor egyedül volt, elvonult egy épületbe vagy egy fára és sírt. Winters elmondta, hogy megtanult nevetni a helyzetén, de felnőttkori élete válasz volt a bánatára.
A South High School középiskolába járt, de kilépett, hogy csatlakozzon a haditengerészethez. Ekkor 17 éves volt. Két és fél évig szolgált. Ezután a Kenyon College-ban tanult, majd rajzolónak tanult a Dayton Art Institute-ban. Itt ismerkedett meg Eileen Schauderrel, akivel 1948. szeptember 11.-én összeházasodott. A Delta Kappa Epsilon testvériség tagja volt.

## Magánélete
Felesége Eileen Winters (születési nevén Schauder) volt. Két gyermekük volt: Jonathan Winters IV és Lucinda.
Eileen 2009. január 11.-én elhunyt, miután húsz évig küzdött a mellrákkal. 84 éves volt.

## Halála
2013. április 11.-én hunyt el természetes körülmények között. 87 éves volt. Elhamvasztották, hamvait pedig a családjának adták.
2013. április 12.-én a rajongók virágokat helyeztek el a Hollywoodi Hírességek Sétányán található csillagára.
Barátai, illetve több humorista és színész is kifejezték együttérzésüket. A 2013-as Hupikék törpikék 2. című film az ő emlékére készült.

## Diszkográfia
- 1960: Down to Earth
- 1960: The Wonderful World of Jonathan Winters
- 1961: Here's Jonathan
- 1962: Another Day, Another World
- 1962: Humor Seen through the Eyes of Jonathan Winters
- 1964: Whistle Stopping with Jonathan Winters
- 1966: Movies Are Better Than Ever
- 1969: Jonathan Winters... Wings it!
- 1969: Stuff 'n Nonsense
- 1973: Jonathan Winters and Friends Laugh ... Live
- 1975: The Little Prince
- 1987: Jonathan Winters Answers Your Telephone
- 1988: Finally Captured
- 1988: Winter's Tales
- 1989: Jonathan Winters Tells The Story Of Peter And The Wolf
- 1989: Hang-Ups Cal'90[31]
- 1990: Into the '90s
- 1992: Jonathan Winters is Terminator 3
- 1992: Paul Bunyan
- 1993: Best of Jonathan Winters (kazetta)[32]
- 1995: Crank(y) Calls
- 1995: The Thief and the Cobbler
- 2000: Outpatients
- 2006: Old Folks
- 2007: The Underground Tapes
- 2007: A Christmas Carol
- 2007: Maude Frickert[33]
- 2009: A Very Special Time
- 2011: Final Approach
- 2011: Hupikék törpikék (Törpapa hangja)

## Bibliográfia
- Mouse Breath, Conformity and Other Social Ills (1965)[34]
- Winters' Tales: Stories and Observations for the Unusual (első kiadás: 1987, második kiadás: 1993, harmadik kiadás: 2001)[35][36]
- Hang-Ups: Paintings by Jonathan Winters (1988)[37]
- Jonathan Winters: After The Beep  (1989)[38]
- Jonathan Winters' A Christmas Carol (először 1990-ben sugározta az NPR,[39] 2007. szeptember 5.-én jelent meg CD (hangoskönyv) formátumban)[40]
- Maude Frickert Tells All (2010)[41]